# NGC 3467
NGC 3467 is een lensvormig sterrenstelsel in het sterrenbeeld Leeuw. Het hemelobject werd op 18 januari 1828 ontdekt door de Britse astronoom John Herschel.

## Synoniemen
- UGC 6045
- MCG 2-28-30
- ZWG 66.67
- PGC 32903